# Райское (село, Донецкая область)
Райское (укр. Райське) — село в Дружковской городской общине Краматорского района Донецкой области Украины.

## Общие сведения
Население по переписи 2001 года составляло 83 человека. Почтовый индекс — 85170. Телефонный код — 6272.

## Местная власть
84205, Донецкая область, Краматорский район, г. Дружковка, ул. Соборная, 16.